# Truman H. Landon

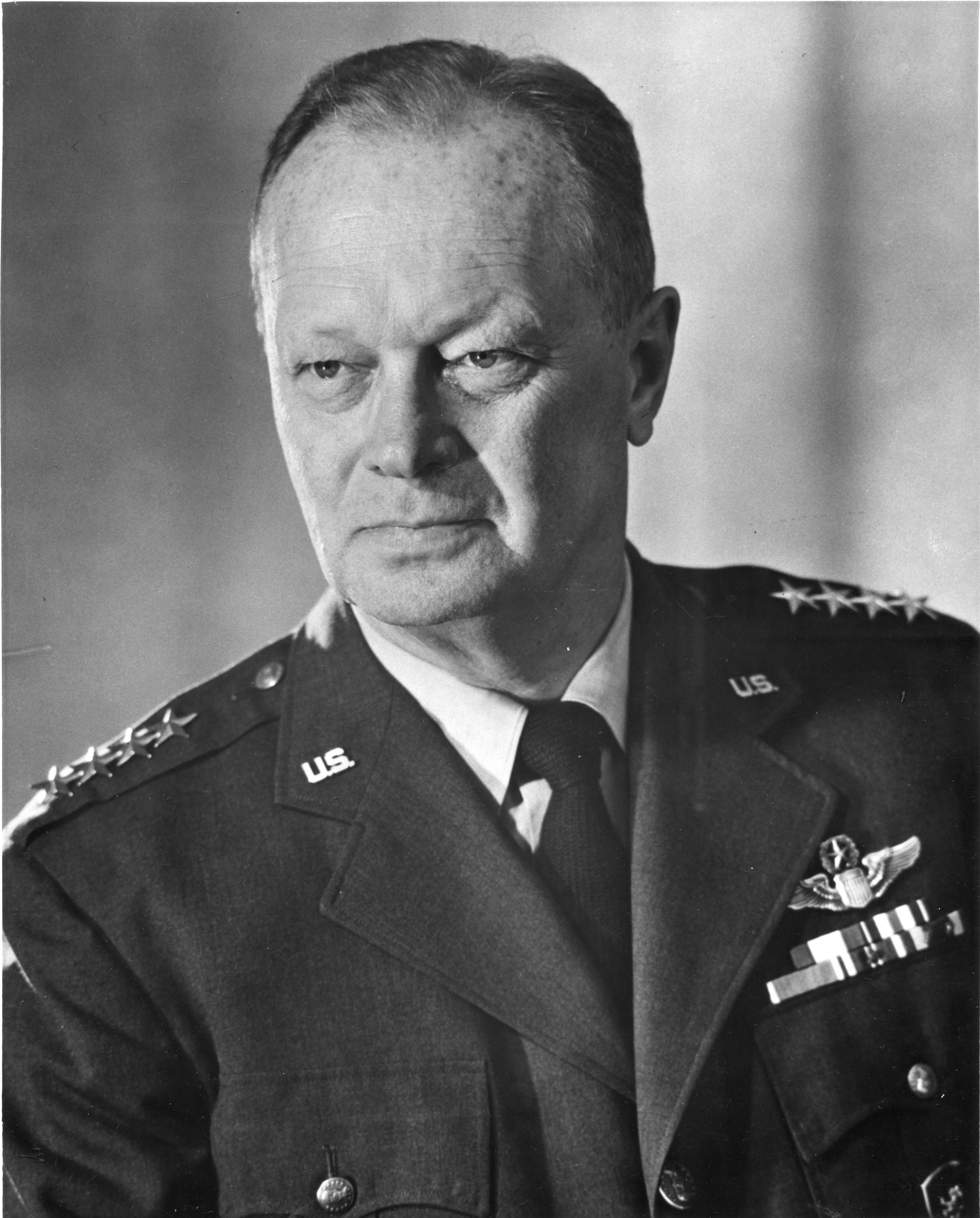
Truman H. Landon

Truman Hempel Landon (* 11. Februar 1905 in Maryville, Nodaway County, Missouri; † 27. Januar 1986 in San Antonio, Bexar County, Texas) war ein General der United States Air Force. Er war unter anderem Kommandeur der United States Air Forces in Europe.
Er war ein Sohn von Perry Oliver Landon (1876–1936) und dessen Frau Helene Hempel (1880–1913). Er besuchte die öffentlichen Schulen in Carlinville in Illinois, wo er aufwuchs. In den Jahren 1924 bis 1928 durchlief er die United States Military Academy in West Point. Nach seiner Graduation wurde er als Leutnant dem United States Army Air Corps zugeteilt. In der Armee und später in der Air Force durchlief er alle Offiziersränge vom Leutnant bis zum Vier-Sterne-General.
Im Lauf seiner militärischen Karriere absolvierte Truman Landon verschiedene Kurse und Schulungen. Dazu gehörten unter anderem die Air Corps Tactical School und das Armed Forces Staff College.
Landon wurde zum Piloten ausgebildet und war in den 1930er Jahren auf verschiedenen Stützpunkten in den Vereinigten Staaten, aber auch in Panama stationiert. In den Jahren von 1932 bis 1936 war er als Flugausbilder tätig. Zwischen April 1940 und Dezember 1941 kommandierte er ein Geschwader mit der Bezeichnung 38th Reconnaissance Squadron. Zwischenzeitlich wurde das United States Army Air Corps umstrukturiert und in United States Army Air Forces umbenannt. Im Mai 1941 war er am ersten Massenflug von B17-Bombern von Kalifornien nach Hawaii beteiligt. In der Folge flogen er und seine Einheit öfter über Hawaii zu den Philippinen. Wobei Hawaii als Zwischenstation zum Auftanken diente. So war es auch am 7. Dezember 1941, als er wieder einmal Hawaii erreichte und mitten in den japanischen Angriff auf Pearl Harbor geriet. Es gelang ihm unbeschadet auf einem Flugfeld zu landen. Dieser Angriff markierte auch den amerikanischen Eintritt in den Zweiten Weltkrieg.
Zwischen Februar und August 1942 war Truman Landon Stabsoffizier bei der Seventh Air Force auf Hawaii, die damals noch immer der Armee unterstand und vormals den Namen Hawaiian Air Force trug. Diese Einheit hatte während des Angriffs vom 7. Dezember 1941 schwere Verluste an Personal und Material erlitten und wurde nun wieder neu aufgebaut. Anschließend wurde Landon zum Stab der Second Air Force versetzt, deren Abteilung für Operationen und Ausbildung er bis zum Dezember 1942 angehörte. Diese Einheit war für die Luftverteidigung der nordwestlichen Pazifikküste der Vereinigten Staaten zuständig.
Zwischen Januar 1943 und Dezember 1944 kommandierte Landon den VII Bomber Command, eine Lufteinheit die im zentralen Pazifikbereich eingesetzt war. In den Monaten Februar und April 1944 kommandierte er zusätzlich noch die ebenfalls in dieser Region eingesetzte Task Group 57.2. Nach seiner Zeit als Kommandeur des VII Bomber Commands absolvierte er das Armed Forces Staff College. Anschließend war er bis Juni 1946 Dozent zum Thema Luftverteidigung an dieser Militärschule.
Zwischen Juli 1946 und Februar 1948 war er stellvertretender Leiter des National War Colleges. In diese Zeit fiel die Gründung der United States Air Force in die Truman Landon übernommen wurde. In den Jahren 1948 bis 1950 war er Stabsoffizier beim Joint Chiefs of Staff in Washington, D.C. Anschließend bekleidete er Aufgaben im Hauptquartier der Air Force, ehe er nach Deutschland versetzt wurde. In den Jahren 1951 bis 1953 war er dort stellvertretender Kommandeur und Stabschef der damals noch in Wiesbaden ansässigen United States Air Force-Europe. Anschließend kehrte er zum Hauptquartier der Luftwaffe zurück, wo er bis 1954 in dessen Stabsabteilung für Operationen tätig war. Zwischen 1954 und 1956 bekleidete er dort das Amt des Generalinspekteurs der Air Force. Danach wurde er Kommandeur des Caribbean Air Commands. Diesen Posten bekleidete er zwischen Februar 1956 und Juni 1959, dabei war er zwischenzeitlich auch kommissarischer Kommandeur des übergeordneten US Carribean Commands.
Sein letzter Auftrag führte ihn wieder nach Wiesbaden in Deutschland. Dort übernahm Truman Landon am 1. Juli 1961 als Nachfolger von Frederic H. Smith, Jr. das Kommando über die United States Air Force – Europe und in Personalunion auch das Kommando über die 4. Alliierte Taktische Luftflotte. Diese Aufgaben nahm er bis zum 1. August 1963 wahr. Nachdem er seine Ämter an Gabriel P. Disosway übergeben hatte, schied er aus dem aktiven Militärdienst aus.
Truman Landon starb am 27. Januar 1986 in San Antonio in Texas und wurde auf dem United States Air Force Academy Cemetery in Colorado Springs beigesetzt.

## Orden und Auszeichnungen
Er erhielt im Lauf seiner militärischen Laufbahn unter anderem folgende Auszeichnungen:
- Air Force Distinguished Service Medal
- Silver Star
- Legion of Merit
- Distinguished Flying Cross
- Air Medal
- Army of Occupation Medal
- American Defense Service Medal
- American Campaign Medal
- Asiatic-Pacific Campaign Medal
- National Defense Service Medal
- World War II Victory Medal